# 泗水羅浮宮
泗水羅浮宮（英語：Louvre Surabaya）為印尼籃球隊，於2019年11月成立，從2020年7月開始申請加入東南亞職業籃球聯賽，在無法參加2022年印尼籃球聯賽後，2021年11月正式加入ABL，成為ABL第四支印尼球隊。
2023年2月23日，印尼籃球協會中央委員會根據不明出處的消息以泗水羅浮宮涉嫌在2023年ABL邀請賽打假球為由將球隊給凍結。2月28日，泗水羅浮宮針對不明出處的消息向警方提起誹謗告訴。同年5月泗水羅浮宮將印尼籃球協會中央委員會提起訴訟，要求對方賠償1140億印尼盾。